# ジェラシー (クイーンの曲)
「ジェラシー」 (Jealousy) は、イギリスのロックバンド、クイーンによる楽曲で、7番目のスタジオアルバム『ジャズ』(1978年) に収録され、1年後にこのアルバムからは4番目、最後となるシングルとなった。フレディ・マーキュリーによって書かれた。

## 解説
この曲は、アメリカ、カナダ、ブラジル、ニュージーランド、ソ連のみでシングルがリリースされたが、どの国でもチャート入りを果たせなかった。このシングルは、クイーンにとってソ連で最初で最後のシングルとなった。ソ連ではB面に「ドント・ストップ・ミー・ナウ」が、他の国ではB面に「ファン・イット」が収録された。1980年にこの歌は、モスクワオリンピックの式典で曲目リストに含まれた。
「ジェラシー」は、マーキュリーによって書かれ、メイがアコースティック・ギターを演奏し、フレットの下にピアノ線を置いて、シタールのブンブンとうなる編集を施している。この編集は、既に『クイーンII』の「ホワイト・クイーン」で使用されていた。全てのヴォーカルは、マーキュリーが担当している。

## シングル収録曲

### アメリカ盤・カナダ盤・ブラジル盤・ニュージーランド盤
1. ジェラシー - Jealousy (Mercury)
2. ファン・イット - Fun It (Taylor)

### ソ連盤
1. ジェラシー - Jealousy (Mercury)
2. ドント・ストップ・ミー・ナウ - Don't Stop Me Now (Mercury)

## 担当
- フレディ・マーキュリー - リード・ボーカル、バッキング・ボーカル、ピアノ
- ブライアン・メイ - アコースティック・ギター[3]
- ロジャー・テイラー - ドラム
- ジョン・ディーコン - ベースギター